# 維奧萊特 (路易斯安那州)
維奧萊特（英語：Violet）是位於美國路易斯安那州聖貝爾納堂區的一個普查規定居民點。

## 人口
根據2020年美國人口普查的數據，維奧萊特的面積為11.85平方千米，當中陸地面積為10.17平方千米，而水域面積為1.68平方千米。當地共有人口5758人，而人口密度為每平方千米485.91人。